# S.A. San Giusto

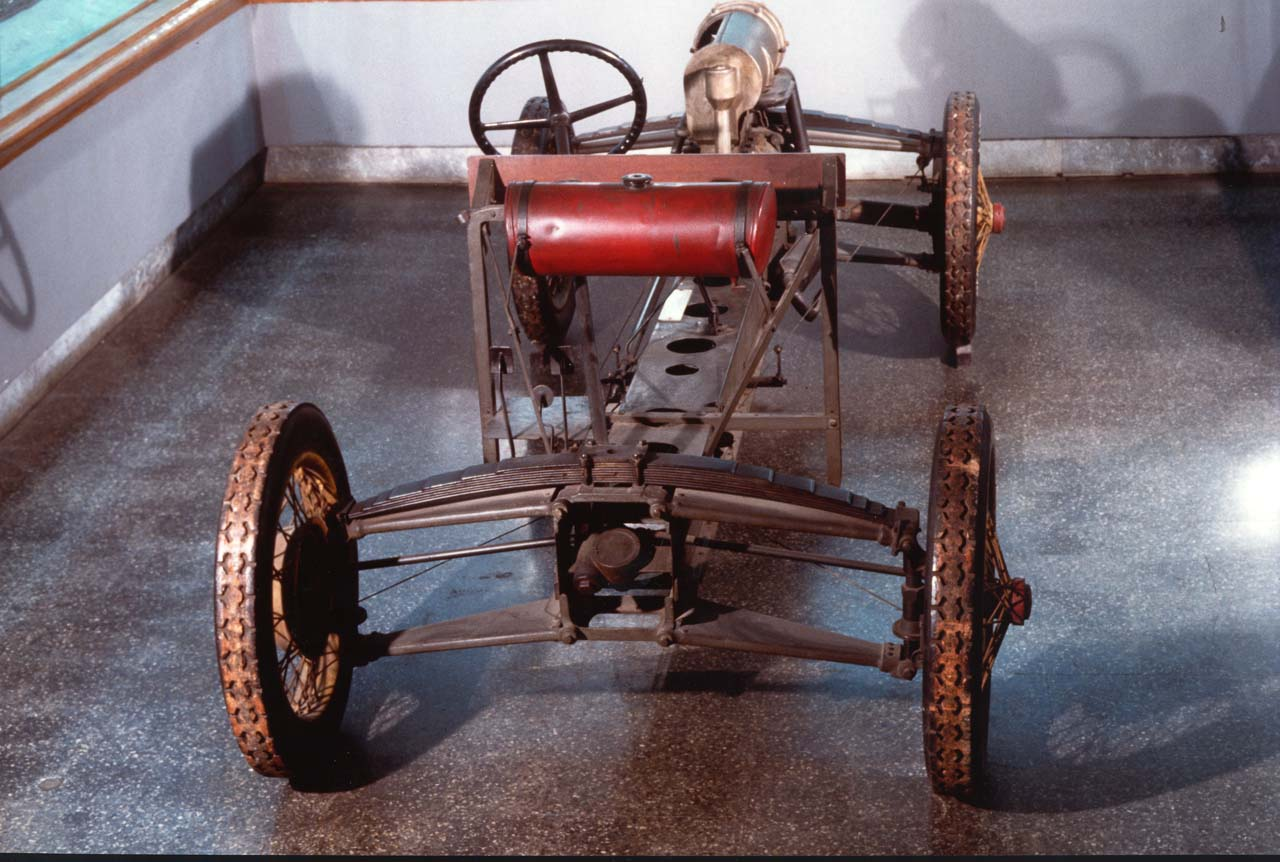
Fahrgestell

S.A. San Giusto war ein italienischer Hersteller von Automobilen.

## Unternehmensgeschichte
Cesare Beltrami und der Konstrukteur Guido Ucelli di Nemi gründeten 1922 in Triest das Unternehmen und begannen mit der Entwicklung eines Automobils, das 1924 auf dem Automobilsalon von Mailand ausgestellt war. Als die Produktion 1925 im Werk in Mailand richtig in Schwung gekommen war, musste das Unternehmen aufgrund von Finanzproblemen die Tätigkeit einstellen. 1926 folgte die Liquidation. Insgesamt entstanden etwa 20 Exemplare.

## Fahrzeuge
Das einzige Modell 750 war ein Cyclecar. Besonderheiten waren der Zentralrohrrahmen, Heckmotor und Vierradbremsen. Ein luftgekühlter Vierzylindermotor mit 748 cm³ Hubraum sorgte für den Antrieb. Die bauartbedingte Höchstgeschwindigkeit war mit 70 km/h angegeben.
Ein Fahrgestell existiert noch heute.